# Lupta de pe valea Uzului (1916)
Lupta de pe valea Uzului a fost o acțiune militară de nivel tactic desfășurată pe Frontul român, în timpul campaniei din anul 1916 a participării României la Primul Război Mondial. Ea s-a desfășurat în perioada 1/14-14/27 octombrie 1916 și a avut ca rezultat victoria forțelor române ale Diviziei 7 Infanterie, aflate în defensivă, împotriva celor ale Diviziei 39 Infanterie Honvéd a Puterilor Centrale, aflate în ofensivă. Lupta a făcut parte din Operația de apărare a trecătorilor Carpaților.
Trupele austro-ungare ale Corpului VI Armată Austro-Ungar, conduse de Ludwig von Fabini, au încercat să forțeze valea Trotușului prin văile laterale superioare. Aflată în apărare, Divizia 7 Infanterie a Armatei Române a constituit două grupări, Uz și Ghimeș, cărora le-a încredințat defensiva văii Uzului și respectiv, accesul în valea superioară a Trotușului. 
După ce atacul trupelor austro-ungare a început la 1/14 octombrie 1916, sub presiunea Diviziei 39 Infanterie Honvéd, la 7/20 octombrie trupele române au cedat teren și au pierdut satul Poiana Uzului, cheia dispozitivului Diviziei 7 Infanterie. În urma unor atacuri succesive, sprijinite indirect de Grupul Ghimeș, Grupul Uz a reușit în ziua de 14/27 octombrie recâștigarea poziției pierdute, ceea ce a dus la retragerea trupelor inamice pe linia de frontieră.
În paralel, în regiunea de confluență cu Trotușul a râurilor Sulța și Ciobănuș, Grupul Ghimeș a susținut lupte la Agăș și Goioasa împotriva Diviziei 61 Infanterie austro-ungară.
La 29 octombrie 1916, ca urmare a unor rapoarte de informații care precizau că trupele imperiale ruse trebuiau să execute o lovitură spre Miercurea Ciuc, ce ar fi avut ca efect spargerea Armatei 1 austro-ungare în două, precum și din cauza incapacității Corpul VI Armată austro-ungar de a-și atinge obiectivele de luptă și a hotărârii trupelor române de a rezista pe linia frontierei, comandantul Arthur Arz von Straussenburg a ordonat lui Ludwig von Fabini să ocupe poziții defensive. În intenție, operațiunile ofensive pe flancul de sud ar fi urmat să fie reluate doar după reorganizarea unităților din linia întâi, unități care urmau să primească întăriri.

## Contextul

### Date geografice
Munții Ciucului se învecinează la nord cu Munții Hășmaș și cu Munții Tarcău, ei fiind despărțiți de aceștia de râul Trotuș și legați de Munții Hășmaș prin Pasul Ghimeș, iar de cei ai Tarcăului prin Pasul Ghimeș-Palanca. La vest se află Depresiunea Ciucului, în sud-vest Depresiunea Cașinului Nou, iar în partea de sud Munții Bodoc, de care sunt legați prin Pasul Cașin. Tot la sud se află Munții Nemira, de care sunt legați prin Pasul Cărpineni, ei fiind despărțiți mai întâi de râul Bărzăuța cu obârșia sa Apa Lină și mai apoi de râul Uz.
Dintr-o lungă și sinuoasă culme principală care constituie cumpăna apelor dintre bazinele hidrografice ale Oltului și Trotușului, având o orientare generală pe direcția NV-SE, se desprind puternice culmi secundare în partea de nord a masivului:
- una spre nord: Petru – Comiat, din care se bifurcă două culmi distincte, anume Comiat – Popoiu și Comiat – Cotumba;
- două spre spre est: Viscolul – Cărunta (1517 m) și Agăș – Gura Muntelui (sau Șoiul Mare, 1553 m) – Lapoș, unde se află cele mai mari înălțimi ale întregului masiv;
- una spre sud-vest: Viscolul – Alexandru.

Culmile secundare estice din partea de nord a Munților Ciucului sunt interfluvii majore, între câțiva afluenți importanți ai Trotușului: Ciugheș – Sulța, Sulța – Ciobănuș, Ciobănuș – Uz. Afluenții prin văile lor, laterale în raport cu culmea principală, traversează munții și oferă acces spre valea Trotușului. În epocă, văile care oferă acces spre valea Trotușului (inclusiv cele aflate spre sud: Dofteana, Oituz, Slănic și Cașin) erau prevăzute cu șosele mai bune sau mai mediocre și unele chiar cu căi ferate particulare, pentru exploatarea pădurilor.

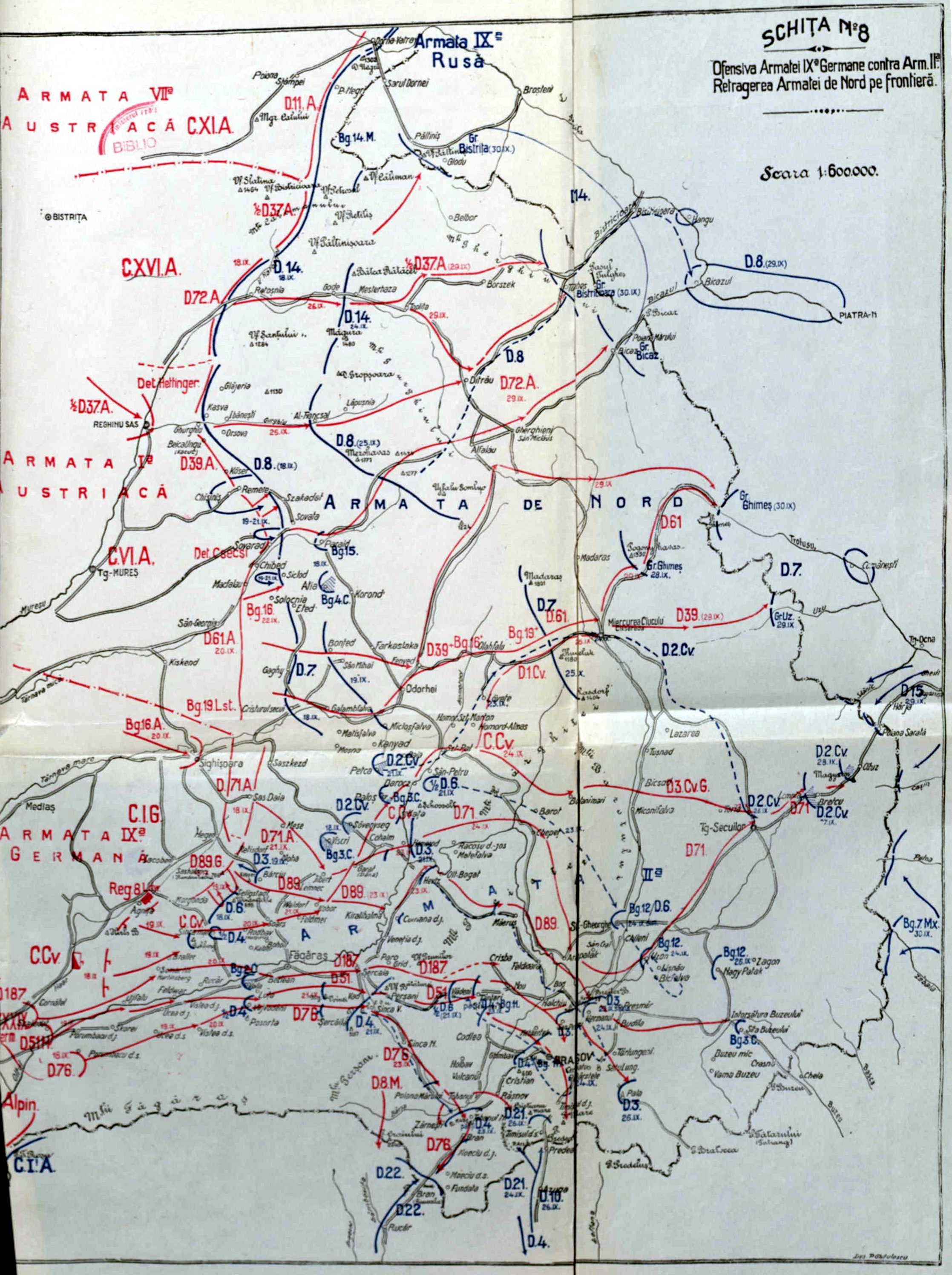
Retragerea Armatei de Nord pe vechea frontieră

Valea Trotușului este o importantă cale de comunicație, fiind în epoca respectivă poarta de intrare cea mai uzitată pentru trecerea dintre Ardeal și Moldova. Valea avea un rol strategic și era străbătută pe tot parcursul ei de o șosea și o cale ferată, care lega căile ferate din Moldova prin pasul din regiunea Ghimeș cu cele din Transilvania. Pe o lungime de aproape 50 de km, șoseaua mergea pe atunci aproape paralel cu frontiera de stat a Regatului României, depărtându-se puțin de aceasta, ea aflându-se la o distanță de circa 5-15 km de graniță. Împreună cu drumul ce trece prin Pasul Tulgheș, aceste artere de transport reprezentau în trecut singurele căi de comunicație din regiunea Carpaților Orientali dintre Transilvania și Regat care, datorită înălțimii lor relativ reduse, puteau fi exploatate din punct de vedere militar cu mare randament pentru transportarea artileriei grele și pentru convoaie auto sau hipo. De asemenea, ele erau singurele care făceau legătura dintre Regatul României și Austro-Ungaria din această zonă muntoasă, prin intermediul cărora se puteau angaja efective armate mai mari, mai ales că de-a lungul acestora existau aglomerări umane și implicit resursele necesare pentru susținerea coloanelor militare.
Din cauza climatului rece și umed, precum și a norilor aduși de vânt și a ceții care se ridica în văi, mai multe puncte de observație din zonă care se aflau la cote înalte nu puteau fi folosite în scop militar. O eventuală rețea de supraveghere s-ar fi putut realiza numai cu mare dificultate. În afara văii Trotușului, s-ar fi putut aventura doar detașamente mici, care să se deplaseze pe piste incerte, conduse doar de ghizi siguri. De asemenea, cu excepția văii Trotușului, la sud de pasul din regiunea Ghimeșului, numai văile Ciobănușului și Uzului sunt suficient de permeabile, pentru a putea fi folosite militar pentru câștigarea supremației în zona Comănești, asupra văii Trotușului. Din cele mai vechi timpuri valea râului Uz a constituit o cale de legătură cu Transilvania. Această cale, folosită mai puțin în vremuri de pace, a fost folosită foarte intens în timpul războaielor.

### Date militare
Ca urmare a bătăliilor de la Sibiu și de la Brașov de la sfârșitul lunii septembrie și respectiv începutul lunii octombrie, Armatele 1 și 2 române au fost obligate să se retragă din Transilvania în Vechiul Regat, presate de Armata a 9-a germană. În acest context, în aripa dreaptă a dispozitivului român Armata de Nord a trebuit să se plieze manevrelor făcute de vecinii săi, având misiunea de a întârzia Armata 1 austro-ungară printr-o retragere treptată. După ce s-a retras din Transilvania, Armata de Nord a ocupat crestele Munților Moldovei și trecătorile lor. La 1/14 octombrie aproape toate unitățile armatei erau dispuse pe frontieră, în pozițiile fortificate construite înainte de invazia Transilvaniei.
În acest context, Divizia 7 Infanterie (comandată de către generalul Ioan Istrate) a ocupat pozițiile vecine pasului Ghimeș-Palanca ce domină valea Trotușului până la valea Uzului, inclusiv. Aici divizia a constituit două grupuri de acoperire, numite „Ghimeș” și „Uz” (vezi mai jos și Ordinea de bătaie a Diviziei 7 Infanterie). Marea unitate era într-o formă bună, în pofida retragerii din bazinul transilvan. Unitățile sale nu avuseseră parte de luptele îndelungate duse de la începutul Marelui Război, erau bine înarmate și în același timp, bine echipate pentru operațiunile de munte. În plus, moralul trupei era la cote înalte, în pofida replierilor făcute după un marș care păruse victorios. Trupa avea încredere în comandanții săi și era sigură că inamicul, deși mușcase din teritoriul național, nu va depăși linia de fortificații.
Misiunea Armatei 1 austro-ungare a fost aceea de a asigura spatele trupelor germane, în cazul unor atacuri venite dinspre nord-est. Cu acest scop, ea trebuia să ajungă să stăpânească în cel mai scurt timp posibil creasta principală a Carpaților, menținând legătura la dreapta cu trupele amice. În plus, similar Armatei 9 germane, trebuia să preia controlul asupra trecătorilor montane mai înainte de a debușa în România.
În cadrul acestei armate, Corpul XXI Armată austro-ungar a înaintat spre văile superioare ale Bicazului și Bistricioarei, iar Corpul VI Armată austro-Ungar s-a axat spre valea Trotușului. Aflat sub comanda lui Ludwig von Fabini, Corpul VI Austro-Ungar a primit misiunea de a ataca cu cele două divizii ale sale (Divizia 61 Infanterie austro-ungară și Divizia 39 Infanterie Honvéd) trecătorile Ghimeș și Uz, pentru a debușa spre valea Trotușului prin văile laterale superioare. Dat fiind că zona de delimitare dintre Armata 1 austro-ungară și Armata 9 germană era situată pe valea Uzului, trupele lui Fabini au fost responsabile și de păstrarea contactului cu cele mai apropiate unități ale germanilor (aflate sub comanda lui Schmettow pe valea Oituzului).
La 29 septembrie/12 octombrie 1916 a început în aripa stângă a Armatei de Nord bătălia pentru trecătorile Moldovei, care s-a propagat ulterior pe toată lungimea frontierei muntoase, până la valea Dornei.
|                                      |                                      |                                      |                                      |                                      |                                      |  |  |                                  |                                  |                                  |                                  | Divizia 7 Infanterie             |                                  |  |  |                                  |                                  |                                  |                                  |                                  |                                  |                       |                       |                                    |                                    |                                    |                                    |                                    |                                    |  |  |                                    |                                    |                                    |                                    |                                    |                                    |                       |                       |                                     |                                     |                                     |                                     |                                     |                                     |  |  |                                |                                |                                |                                |                                |                                |                     |                     |                                |                                |                                |                                |                                |                                |  |  |  |  |  |  |  |  |  |  |  |  |  |  |  |  |  |  |  |  |  |  |  |  |  |  |  |  |
|                                      |                                      |                                      |                                      |                                      |                                      |  |  |                                  |                                  |                                  |                                  |                                  |                                  |  |  |                                  |                                  |                                  |                                  |                                  |                                  |                       |                       |                                    |                                    |                                    |                                    |                                    |                                    |  |  |                                    |                                    |                                    |                                    |                                    |                                    |                       |                       |                                     |                                     |                                     |                                     |                                     |                                     |  |  |                                |                                |                                |                                |                                |                                |                     |                     |                                |                                |                                |                                |                                |                                |  |  |  |  |  |  |  |  |  |  |  |  |  |  |  |  |  |  |  |  |  |  |  |  |  |  |  |  |
|                                      |                                      |                                      |                                      |                                      |                                      |  |  |                                  |                                  |                                  |                                  |                                  |                                  |  |  |                                  |                                  |                                  |                                  |                                  |                                  |                       |                       |                                    |                                    |                                    |                                    |                                    |                                    |  |  |                                    |                                    |                                    |                                    |                                    |                                    |                       |                       |                                     |                                     |                                     |                                     |                                     |                                     |  |  |                                |                                |                                |                                |                                |                                |                     |                     |                                |                                |                                |                                |                                |                                |  |  |  |  |  |  |  |  |  |  |  |  |  |  |  |  |  |  |  |  |  |  |  |  |  |  |  |  |
|                                      |                                      |                                      |                                      |                                      |                                      |  |  |                                  |                                  |                                  |                                  |                                  |                                  |  |  |                                  |                                  |                                  |                                  |                                  |                                  |                       |                       |                                    |                                    |                                    |                                    |                                    |                                    |  |  |                                    |                                    |                                    |                                    |                                    |                                    |                       |                       |                                     |                                     |                                     |                                     |                                     |                                     |  |  |                                |                                |                                |                                |                                |                                |                     |                     |                                |                                |                                |                                |                                |                                |  |  |  |  |  |  |  |  |  |  |  |  |  |  |  |  |  |  |  |  |  |  |  |  |  |  |  |  |
|                                      |                                      |                                      |                                      |                                      |                                      |  |  |                                  |                                  |                                  |                                  |                                  |                                  |  |  |                                  |                                  |                                  |                                  |                                  |                                  |                       |                       |                                    |                                    |                                    |                                    |                                    |                                    |  |  |                                    |                                    |                                    |                                    |                                    |                                    |                       |                       |                                     |                                     |                                     |                                     |                                     |                                     |  |  |                                |                                |                                |                                |                                |                                |                     |                     |                                |                                |                                |                                |                                |                                |  |  |  |  |  |  |  |  |  |  |  |  |  |  |  |  |  |  |  |  |  |  |  |  |  |  |  |  |
| Regimentul 4 Vânători                | Regimentul 4 Vânători                | Regimentul 4 Vânători                | Regimentul 4 Vânători                | Regimentul 4 Vânători                | Regimentul 4 Vânători                |  |  | Brigada 13 Infanterie            | Brigada 13 Infanterie            | Brigada 13 Infanterie            | Brigada 13 Infanterie            | Brigada 13 Infanterie            | Brigada 13 Infanterie            |  |  |                                  |                                  |                                  |                                  | Brigada 14 Infanterie            | Brigada 14 Infanterie            | Brigada 14 Infanterie | Brigada 14 Infanterie | Brigada 14 Infanterie              | Brigada 14 Infanterie              |                                    |                                    |                                    |                                    |  |  |                                    |                                    | Brigada 37 Infanterie              | Brigada 37 Infanterie              | Brigada 37 Infanterie              | Brigada 37 Infanterie              | Brigada 37 Infanterie | Brigada 37 Infanterie |                                     |                                     |                                     |                                     |                                     |                                     |  |  |                                |                                |                                |                                | Brigada 7 Artilerie            | Brigada 7 Artilerie            | Brigada 7 Artilerie | Brigada 7 Artilerie | Brigada 7 Artilerie            | Brigada 7 Artilerie            |                                |                                |                                |                                |  |  |  |  |  |  |  |  |  |  |  |  |  |  |  |  |  |  |  |  |  |  |  |  |  |  |  |  |
| Regimentul 4 Vânători                | Regimentul 4 Vânători                | Regimentul 4 Vânători                | Regimentul 4 Vânători                | Regimentul 4 Vânători                | Regimentul 4 Vânători                |  |  | Brigada 13 Infanterie            | Brigada 13 Infanterie            | Brigada 13 Infanterie            | Brigada 13 Infanterie            | Brigada 13 Infanterie            | Brigada 13 Infanterie            |  |  |                                  |                                  |                                  |                                  | Brigada 14 Infanterie            | Brigada 14 Infanterie            | Brigada 14 Infanterie | Brigada 14 Infanterie | Brigada 14 Infanterie              | Brigada 14 Infanterie              |                                    |                                    |                                    |                                    |  |  |                                    |                                    | Brigada 37 Infanterie              | Brigada 37 Infanterie              | Brigada 37 Infanterie              | Brigada 37 Infanterie              | Brigada 37 Infanterie | Brigada 37 Infanterie |                                     |                                     |                                     |                                     |                                     |                                     |  |  |                                |                                |                                |                                | Brigada 7 Artilerie            | Brigada 7 Artilerie            | Brigada 7 Artilerie | Brigada 7 Artilerie | Brigada 7 Artilerie            | Brigada 7 Artilerie            |                                |                                |                                |                                |  |  |  |  |  |  |  |  |  |  |  |  |  |  |  |  |  |  |  |  |  |  |  |  |  |  |  |  |
|                                      |                                      |                                      |                                      |                                      |                                      |  |  |                                  |                                  |                                  |                                  |                                  |                                  |  |  |                                  |                                  |                                  |                                  |                                  |                                  |                       |                       |                                    |                                    |                                    |                                    |                                    |                                    |  |  |                                    |                                    |                                    |                                    |                                    |                                    |                       |                       |                                     |                                     |                                     |                                     |                                     |                                     |  |  |                                |                                |                                |                                |                                |                                |                     |                     |                                |                                |                                |                                |                                |                                |  |  |  |  |  |  |  |  |  |  |  |  |  |  |  |  |  |  |  |  |  |  |  |  |  |  |  |  |
| Regimentul 15 Infanterie „Războieni” | Regimentul 15 Infanterie „Războieni” | Regimentul 15 Infanterie „Războieni” | Regimentul 15 Infanterie „Războieni” | Regimentul 15 Infanterie „Războieni” | Regimentul 15 Infanterie „Războieni” |  |  | Regimentul 27 Infanterie „Bacău” | Regimentul 27 Infanterie „Bacău” | Regimentul 27 Infanterie „Bacău” | Regimentul 27 Infanterie „Bacău” | Regimentul 27 Infanterie „Bacău” | Regimentul 27 Infanterie „Bacău” |  |  | Regimentul 14 Infanterie „Roman” | Regimentul 14 Infanterie „Roman” | Regimentul 14 Infanterie „Roman” | Regimentul 14 Infanterie „Roman” | Regimentul 14 Infanterie „Roman” | Regimentul 14 Infanterie „Roman” |                       |                       | Regimentul 16 Infanterie „Suceava” | Regimentul 16 Infanterie „Suceava” | Regimentul 16 Infanterie „Suceava” | Regimentul 16 Infanterie „Suceava” | Regimentul 16 Infanterie „Suceava” | Regimentul 16 Infanterie „Suceava” |  |  | Regimentul 69 Infanterie „Dorohoi” | Regimentul 69 Infanterie „Dorohoi” | Regimentul 69 Infanterie „Dorohoi” | Regimentul 69 Infanterie „Dorohoi” | Regimentul 69 Infanterie „Dorohoi” | Regimentul 69 Infanterie „Dorohoi” |                       |                       | Regimentul 77 Infanterie „Botoșani” | Regimentul 77 Infanterie „Botoșani” | Regimentul 77 Infanterie „Botoșani” | Regimentul 77 Infanterie „Botoșani” | Regimentul 77 Infanterie „Botoșani” | Regimentul 77 Infanterie „Botoșani” |  |  | Regimentul 4 Artilerie „Roman” | Regimentul 4 Artilerie „Roman” | Regimentul 4 Artilerie „Roman” | Regimentul 4 Artilerie „Roman” | Regimentul 4 Artilerie „Roman” | Regimentul 4 Artilerie „Roman” |                     |                     | Regimentul 8 Artilerie „Roman” | Regimentul 8 Artilerie „Roman” | Regimentul 8 Artilerie „Roman” | Regimentul 8 Artilerie „Roman” | Regimentul 8 Artilerie „Roman” | Regimentul 8 Artilerie „Roman” |  |  |  |  |  |  |  |  |  |  |  |  |  |  |  |  |  |  |  |  |  |  |  |  |  |  |  |  |

## Preludiul
| Imagine indisponibilă |  | Imagine indisponibilă |
| Aflați în fruntea diviziilor lor, generalii Blasius Dáni von Gyarmata und Magyar-Cséke și Ioan Istrate s-au înfruntat pe valea Uzului |  |                       |

Datorită faptului că pătrunderea directă prin pasul Ghimeș impunea dificultăți suplimentare (acesta fiind bine apărat) și lungea prea mult linia de pătrundere, generalul Fabini a ales să atace prin văile laterale. Cu acest scop, i-a dat aripii stângi formată din Divizia 61 Infanterie austro-ungară (aflată sub comanda generalului Konrad Grallert von Cebrów) misiunea de a ataca împărțită în două coloane, folosindu-se de valea Sulței spre Agăș și de valea Ciobănușului spre Goioasa. Aripii drepte, formată din Divizia 39 Infanterie Honvéd (aflată sub comanda generalului Blasius Dáni von Gyarmata) i-a ordonat să înainteze pe valea Uzului.
La rândul său, Divizia 7 Infanterie a destinat Brigăzii 14 Infanterie apărarea directă a văii Trotușului, iar Brigăzii 13 Infanterie apărarea văilor Ciobănuș și Uz. Cu o parte din trupe trimise în Bucovina, marea unitate se baza pe plan local pe un total de 14 batalioane de infanterie. Acestora li se alăturau Regimentele 4 și 8 Artilerie, dispunând de tunuri ușoare de campanie și Regimentul 7 Roșiori, cu 4 escadroane.
Profitând de faptul că văile erau despărțite de șiruri de munți și coloanele inamice nu aveau astfel legătură între ele, generalul Istrate a decis să apere terenul cu Divizia 7 Infanterie contraatacând, pentru a bate coloanele inamice pe rând. Cu acest scop, a ordonat Grupului Uz să reziste pe poziții și să nu cedeze terenul decât pas cu pas, urmând ca acțiunea ofensivă să fie susținută de Grupul Trotuș.

## Lupta
| Imagine indisponibilă |  | Imagine indisponibilă |
|                       |  |                       |

| Imagine indisponibilă |  | Imagine indisponibilă |
| Planurile directoare de tragere ale zonei, din 1917. Stânga sus: Lapoșul, dreapta sus: Dărmănești; stânga jos: Poiana Uzului; dreapta jos: Slănic |  |                       |

### 1/14-7/20 octombrie
Pozițiile ocupate de Grupul Uz au fost atacate de trupele Diviziei 39 Infanterie Honvéd în zilele de 1/14-2/15 octombrie. În centru, pe vale, Regimentului 27 infanterie împreună cu o baterie a Regimentului 8 Artilerie au împiedicat inițial inamicul să facă mari progrese. Regimentului 15 Infanterie, aflat în rezerva Grupului Uz cu un batalion la Poiana Uzului și cu două batalioane la Dărmănești, i s-a ordonat să ocupe la 4 km nord-vest de Dărmănești cu un batalion cota 609, în dimineața zilei de 3/16 octombrie și cu celelalte două batalioane, Plaiul Mândroaia. La 4/17 octombrie, batalionul aflat la cota 609 a atacat și a cucerit Obcina Lăpușului (vezi), unde a organizat o poziție de apărare menținută până la 8/21 octombrie și de unde a executat acțiuni de recunoaștere pe văile Ciobănușului și Uzului.
Cu toate acestea, folosindu-se de întreaga sa forță, Divizia 39 Infanterie Honvéd a silit trupele române să cedeze teren și a reușit să ocupe la 7/20 octombrie Poiana Uzului, cheia dispozitivului Diviziei 7 Infanterie, de unde militarii români s-au retras spre Sălătruc. În aceeași zi, generalul Ion Istrati a decis să atace cu grupurile Uz și Ghimeș pozițiile Diviziei 39 Infanterie Honvéd (1916-1918), pentru a respinge trupele maghiare peste vechea frontieră. Atacul Grupului Uz a fost programat să se desfășoare atât de front de-a lungul văii, cât și pe flancuri, de pe înălțimi.
Pentru atacul înălțimii Nemirei, aflată în stăpânirea trupelor inamice, au fost destinate astfel trei companii, care au atacat în aceeași zi de 7/20 octombrie.

### 8/21-13/26 octombrie
Dispozitivul de atac al Grupului Uz, destinat să intre în acțiune în data de 8/21 octombrie, a fost constituit în linia întâi de 4 companii ale Regimentului 15 Infanterie, comandate de către maiorul Ștefan Mihăileanu, în linia a doua de patru companii ale Regimentului 27 Infanterie, comandate de către locotenent-colonelul Gabriel Niculescu, iar în linia a treia de alte două companii ale Regimentului 15 infanterie, aflate sub comanda locotenent-colonelului Teodor Pirici. Atacul s-a desfășurat conform programării în ziua de 8/21 octombrie între orele 7:30 si 16. Rezistând cu îndârjire, trupele inamice au situat în centrul apărării lor o redută construită inițial de români de-a curmezișul văii Uzului, situată la vest de satul Poiana Uzului, astfel că atacul declanșat nu a condus la obținerea unor rezultate deosebite.
| Imagine indisponibilă                                                                                  |  | Imagine indisponibilă                        |
| Situația în zona Carpaților Orientali de la mijlocul lunii octombrie până la începutul lunii noiembrie |  | Situația Armatei de Nord la 1 noiembrie 1916 |

La 10/23 octombrie la ora 16 a început un nou atac pentru recucerirea satului Poiana Uzului de la trupele ungare. Cu acest scop, localitatea a fost atacată frontal de către Batalionul 2 din Regimentul 15 Infanterie. Asupra flancului stâng inamic au manevrat doua companii ale Regimentul 27 Infanterie. Flancul drept a fost învăluit de către alte patru companii românești (din care două ale Regimentului 15 Infanterie), iar câte un batalion din Regimentele 15 (Batalionul 1) și 27 Infanterie au constituit un detașament de întoarcere. Deși coloana centrală a reușit să pătrundă în marginea estică a satului Poiana Uzului, datorită rezistenței inamice manevra de învăluire nu a avut succes.
Încurajat de succesul defensiv, comandantul Corpului VI Austro-Ungar, Ludwig von Fabini, a trimis din nou Divizia 61 Infanterie austro-ungară să atace Ghimeșul, în timp ce artileria sa a atacat Goioasa, fără ca aceste atacuri să se poată însă dezvolta cu succes. Decizia urma astfel să se ia pe valea Uzului, unde succesul trupelor ungare ar fi urmat să-i deschidă drumul și generalului Konrad Grallert von Cebrów.

La 11/24 octombrie, la Comănești, sub comanda locotenent-colonelului Cătănescu, Divizia 7 Infanterie a constituit un detașament format din trei batalioane ale Regimentului 16 Infanterie. Misiunea de luptă încredințată acestui detașament („Lapoș”) a fost aceea de a de a înfrânge rezistența inamică de pe muntele Lapoș, pentru a ajunge la Poiana Lapoșului, și a coborî în valea Uzului, astfel încât să cadă în spatele poziției inamice de la Poiana Uzului. În același timp cu desfășurarea manevrei respective de către Detașamentul Lapoș, trupele române urmau să declanșeze un nou atac frontal pe valea Uzului.
Pornit în marș spre Poiana Lapoșului, Detașamentul Lapoș a întâmpinat o opoziție semnificativă, ceea ce l-a făcut să înainteze cu dificultate. Astfel, în timp ce bombarda tunelul Goioasa, inamicul a făcut recunoașteri ofensive pe stânga Trotușului. Întâlnind trupele detașamentului, acestea au opus rezistență inamicului și au trebuit să contraatace, pentru a respinge trupele atacatoare. În același timp, atacul frontal al românilor s-a dezvoltat și acesta mai mult spre stânga, trupele române reușind să ocupe Nemira.

### 14/27 octombrie
Într-un atac frontal, desfășurat la 14/27 octombrie sub comanda colonelului Gherculescu, Regimentul 4 Vânători a asaltat puternica poziție inamică de la Poiana Uzului, cu Companiile 1 și 2 înaintând în timp ce cântau „La arme !”. Spre seară, trupele regimentului au reușit să-l scoată pe inamic din pozițiile sale înaintate. Noaptea, Companiile 3 și 4 au ocupat lucrările de fortificație de la Poiana Uzului, cucerind reduta și capturând întreaga garnizoană.
Drept efect al asigurării cheii întregului dispozitiv al Diviziei 7 Infanterie, aflat la Poiana Uzului, inamicul s-a retras pe tot frontul. Acesta a lăsat pe teren un mare număr de morți, un mare număr de prizonieri și o cantitate mare de material de război. În același timp, soldații Regimentului 4 Vânători au continuat să împingă inamicul până la Poiana Lapoș.

## Epilogul
Cu toate că Detașamentul Cătănescu (Lapoș) nu a reușit să coboare în valea Uzului, Divizia 39 Infanterie Honvéd ungară a suferit o înfrângere simțitoare. Trupele inamice au trebuit astfel să se retragă pe linia de frontieră, ceea ce a pecetluit câștigarea luptei defensive de către trupele române și înfrângerea acțiunii ofensive de forțare a văii Trotușui prin văile laterale nordice, a Corpului VI Austro-Ungar. Epuizat de lupte și cu ambele divizii dezorganizate, inamicul nu a mai făcut decât mici atacuri locale, respinse de artileria română.
Cauzele acestui dublu eșec al marii unități maghiare, atât de a-și atinge obiectivele cât și acela adus de retragerea ei, au fost complexe. Printre ele s-au aflat, conform analizei efectuate de von Fabini, alături de starea de sănătate precară a comandantului ei (ceea ce l-a făcut în mare măsură pe von Gyarmata incapabil să comande, după intrarea diviziei în valea Uzului), superioritatea numerică a trupelor române. Superiorul său Von Arz nu a fost de acord însă cu această opinie, punând eșecul în principal pe seama lui Blasius Dáni von Gyarmata. Înaltul Comandament al Armatei Austro-Ungare i-a dat dreptate lui Von Arz, drept care a efect al incapacității Diviziei 39 Infanterie Honvéd de a-și atinge obiectivele de luptă și al retragerii ulterioare a acesteia, von Gyarmata a fost transferat la Budapesta în aceeași lună.
Prețul acestei victorii a fost însă reprezentat pentru Divizia 7 Infanterie (incluzând pierderile suferite în luptele desfășurate la Agăș și Goioasa) de 14 ofițeri și 446 soldați morți, 4 ofițeri și 1463 de soldați dispăruți și 33 de ofițeri și 2183 de soldați răniți.
| Acțiunile de luptă ale Armatei Române de pe valea Trotușului și Uzului între 30 septembrie/13 octombrie-17/30 octombrie 1916, reflectate prin comunicatele Marelui Cartier General român |
| --- |
| Comunicat Oficial nr. 47 din 30 septembrie/ 13 octombrie 1916, ora 7 dimineața. În valea superioară a Uzului (la vest de graniță) s-a respins un atac al inamicului. “ ” Comunicat Oficial nr. 48 din 1/14 octombrie 1916, ora 7 dimineața [...] în valea superioară a Uzului (vest de frontieră) mici acțiuni. “ ” Comunicat Oficial nr. 49 din 2/15 octombrie 1916, ora 7 dimineața La Palanca (Ghimeș) mici acțiuni. În valea Uzului lupte violente la frontieră, s-au respins sângeros toate atacurile inamice. “ ” Comunicat Oficial nr. 50 din 3/16 octombrie 1916, ora 7 dimineața. La Palanca și în valea Uzului acțiuni de artilerie. Pe frontieră s-au respins atacurile infanteriei inamice. “ ” Comunicat Oficial nr. 51 din 4/17 octombrie 1916, ora 7 dimineața În valea Trotușului, unde inamicul a înaintat până la Agaș, lupta este în curs. În valea Uzului inamicul a fost respins dincolo de graniță. Artileria noastră a distrus un batalion inamic masat. Între morții acelui batalion s-a găsit și comandantul batalionului. S-au luat 58 de prizonieri și o mitralieră. “ ” Comunicat Ofi cial nr. 52 din 5/18 octombrie 1916, ora 7 dimineața În valea Trotușului acțiunea în curs. S-au făcut până acum prizonieri: 1 ofițer și 100 oameni de trupă. În valea Uzului toate atacurile inamice au fost respinse sângeros peste graniță. “ ” Comunicat Oficial nr. 53 din 6/19 octombrie 1916, ora 7 dimineața Un detașament al nostru, venind peste munți, a surprins la Agaș (valea Trotușului) trupe inamice pe care le-a atacat cu baioneta, apoi distrugându-le 12 tunuri și trăsuri și omorând cai, s-a retras luând 600 de prizonieri. Un alt detașament atacând despre Goioașa (valea Trotușului) a surprins pe inamic, luându-i 300 prizonieri și mitraliere. La Uz s-au respins atacurile inamice. “ ” Comunicat Oficial nr. 54 din 7/20 octombrie 1916, ora 7 dimineața Inamicul a atacat la Goioasa (valea Trotușului) și a fost respins. În valea Uzului acțiuni violente de artilerie. Infanteria inamică a fost risipită. “ ” Comunicat Oficial nr. 55 din 8/21 octombrie 1916, ora 7 dimineața În valea Trotușului acțiunea este în curs. S-au făcut prizonieri 1 ofițer și 104 oameni trupă și s-au luat 2 mitraliere. “ ” Comunicat Oficial nr. 56 din 9/22 octombrie 1916, ora 7 dimineața În valea Trotușului am atacat și respins inamicul la Goioasa. În valea Uzului violent bombardament al artileriei grele inamice. “ ” Comunicat Oficial nr. 57 din 10/23 octombrie 1916, ora 7 dimineața În valea Trotușului inamicului se retrage; a dat foc satului Brusturoasa. În valea Uzului s-au respins toate atacurile inamicului care căuta a debușa de la Poiana Uzului. “ ” Comunicat Oficial nr. 58 din 11/24 octombrie 1916, ora 7 dimineața În valea Uzului inamicul a fost respins la vest de Poiana Uzului. Luptele continuă violent. “ ” Comunicat Oficial nr. 59 din 12/25 octombrie 1916, ora 7 dimineața În valea Uzului lupta continuă; am înaintat spre vest și am luat prizonieri 3 ofi țeri și 108 oameni de trupă. “ ” Comunicat Oficial nr. 60 din 13/26 octombrie 1916, ora 7 dimineața În valea Trotușului situația neschimbată. În valea Uzului inamicul a fost respins spre vest până la dealul Nasoli. “ ” Comunicat Oficial nr. 61 din 14/27 octombrie 1916, ora 7 dimineața În valea Trotușului inamicul a atacat violent, dar a fost respins. În valea Uzului continuăm a înainta. Am luat 1 ofițer și 82 oameni de trupă prizonieri, precum și o mitralieră. “ ” Comunicat Oficial nr. 62 din 15/28 octombrie 1916, ora 7 dimineața În valea Trotușului am atacat și reluat Piscul cu Pini; inamicul fuge în dezordine. În valea Uzului am atacat pe inamic și l-am respins; s-au luat prizonieri 10 ofi țeri, 900 de oameni de trupă și s-au capturat 5 mitraliere, multe puști și foarte numeros material. “ ” Comunicat Oficial nr. 63 din 16/29 octombrie 1916, ora 7 dimineața În văile Trotușului, Uzului, Oituzului și la granița Vrancei nimic nou. “ ” Comunicat Oficial nr. 64 din 17/30 octombrie 1916, ora 7 dimineața De la Tulgheș până la Predeluș, vremea rea a împiedicat orice operații. “ ” |

În plan strategic, în timp ce trupele române se întăreau în poziții favorabile în munți de-a lungul întregii frontiere, până la sfârșitul lunii octombrie Înaltele Comandamente austriac și german au realizat că nu va putea fi pusă în practică o trecere imediată peste Carpații Orientali. Neavând efectivele și suportul logistic necesare pentru a permite tuturor celor trei armate ale Puterilor Centrale să invadeze România concomitent și în plus, dat fiind că dacă ar fi atacat în Carpații Răsăriteni, trupele Armatei 1 austro-ungare ar fi ar fi avansat divergent în raport cu Armata 9 germană și cu trupele lui von Mackensen, Armata 1 astro-ungară a primit misiunea – conform lui Michael B. Barret „de neînvidiat”, de a apăra Carpații Orientali și de a proteja spatele și flancul estic al Armatei 9 germane.
La 29 octombrie 1916, ca a unor rapoarte de informații precum că trupele imperiale ruse ar urma să execute o lovitură spre Miercurea Ciuc, ce ar fi avut ca efect spargerea Armatei 1 austro-ungare în două, precum și ca urmare a incapacității Corpul VI Armată austro-ungar de a-și atinge obiectivele de luptă și a hotărârii trupelor române de a rezista pe linia frontierei, comandantul Arthur Arz von Straussenburg a ordonat lui Ludwig von Fabini să ocupa poziții defensive. În intenție, operațiunile ofensive pe flancul de sud urmau să fie reluate doar după reorganizarea unităților din linia întâi, care urmau să primească întăriri. Pentru a nu permite trupelor române să afle că trupele Corpului VI Armată austro-ungar trecuseră în defensivă, eșalonul superior al acestuia a ordonat efectuarea de raiduri și patrulări.
La 14/27 noiembrie 1916, Divizia 7 infanterie a fost scoasă din dispozitivul Armatei de Nord, a fost concentrată în raionul Onești și de aici a fost deplasată cu trenul spre București, pentru a participa la apărarea acestuia.
Apărarea văii Uzului a fost preluată astfel de către trupele ruse.

## In memoriam
Despre aceste lupte defensive duse de trupe Armatei de Nord, Alexandru Marghiloman a scris:
„15 octombrie - Splendidă ținută a Armatei Prezan; succes pe Trotuș și încă mai mare succes în valea Uzului.”
După ce trupele austro-ungare au fost respinse dincolo de frontieră, preotul confesor Victor Gervescu a ridicat la sfârșitul anul 1916 la Sălătruc o bisericuță stabilă de lemn fasonat. Acesteia i-a pus inscripția: „În memoria eroilor căzuți în Valea Uzului din Regimentul Nr. 15 Infanterie” și lăcașul de cult a deservit trupele care veneau la rezervă pentru câteva zile.
Un loc de înhumare pentru cei căzuți în Primul Război Mondial a fost creat în zona satului Poiana Uzului, în punctul numit „Vadu Rău”. Acesta a fost desființat în perioada interbelică, osemintele de aici fiind mutate în Cimitirul eroilor din Comănești.